# Градишче в Тухињу
Градишче в Тухињу (словен. Gradišče v Tuhinju) је насељено место у општине Камник, Средњесловенска регија, Словенија.

## Историја
До територијалне реорганизације у Словенији било је у саставу старе општине Камник.

## Становништво
У попису становништва из 2011. године, Градишче у Тухињу је имало 60 становника.
| Број становника према пописима | Број становника према пописима | Број становника према пописима |
| ------------------------------ | ------------------------------ | ------------------------------ |
| 1991                           | 2002                           | 2011                           |
| 59                             | 50                             | 60                             |

Напомена: До 1953. исказивано под именом Градишче.